# Magalang

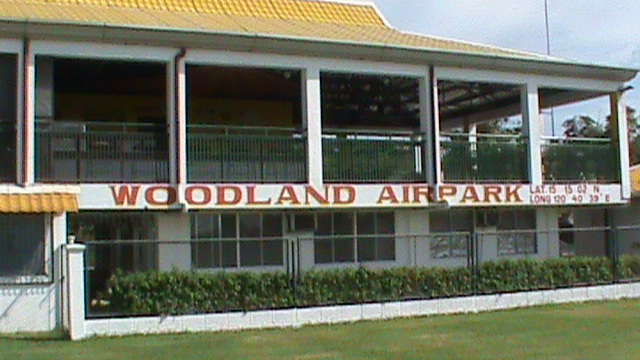
Woodland Airpark des "Angeles City Flying Club"

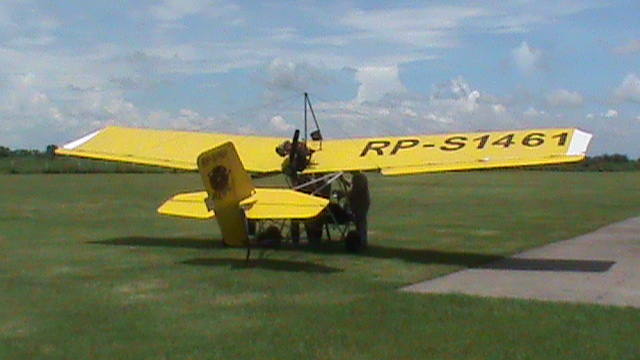
Ultraleicht-Flugzeug auf dem Woodland Airpark

Magalang ist eine philippinische Stadtgemeinde in der Provinz Pampanga. Sie hat 113.147 Einwohner (Zensus 1. August 2015).

## Baranggays
Magalang ist politisch in 27 Baranggays unterteilt.
| - Camias - Dolores - Escaler - La Paz - Navaling - San Agustin - San Antonio - San Francisco - San Ildefonso - San Isidro - San Jose - San Miguel - San Nicolas 1st (Pob.) - San Nicolas 2nd | - San Pablo (Pob.) - San Pedro I - San Pedro II - San Roque - San Vicente - Santa Cruz (Pob.) - Santa Lucia - Santa Maria - Santo Niño - Santo Rosario - Bucanan - Turu - Ayala |

## Verkehr
Magalang ist von Manila und Angeles City aus via Mabalacat über den North Luzon Expressway erreichbar und – ebenfalls via Mabalacat – über das philippinische Fernstraßennetz auch mit den weiter nördlich gelegenen Provinzen verbunden. Außerdem gibt es mit dem Woodland Airpark  ein Flugfeld für Ultraleicht- und Modellflugzeuge. Rundflüge zum nahe gelegenen Mt. Arayat werden angeboten. Pilotenausbildung incl. Prüfung für Ultraleicht-Flugzeuge auch. Mit dem Diosdado Macapagal International Airport – früher "Clark Airbase" oder kurz "Clark", (IATA-Code CRK, ICAO-Code RPLC) in Mabalacat befindet sich westlich der Stadt ein internationaler Flughafen in unmittelbarer Nähe.